# Marie Kubínová
Marie Kubínová, rodným jménem Kozlíková (* 21. listopadu 1943, Praha) je česká literární teoretička a sémiotička. Ve svých dílech se věnoval zejména poezii, zvláště pak lyrické. Navazovala zejména na Jana Mukařovského.
Mládí prožila v Jindřichově Hradci. Vystudovala češtinu a ruštinu na Filozofické fakultě Univerzity Karlovy, absolvovala v roce 1965, když obhájila diplomovou práci o Jaroslavu Seifertovi. On a další poetisté byli velkým tématem první části její tvorby. V roce 1979 získala titul PhDr., roku 1986 titul CSc., v roce 1993 titul DrSc. V letech 1965–1974 pracovala v Ústavu pro českou literaturu. V letech 1975–1990 v Ústavu teorie a dějin umění, vědeckou pracovnicí se zde stala roku 1986. Poté, od roku 1990 až do odchodu do důchodu v roce 2018, znovu pracovala Ústavu pro českou literaturu.
Jejím manželem byl literární historik a spisovatel Václav Kubín. Spolu v roce 1982 uspořádali antologii poetistických básní Magická zrcadla.